# Josep Puy i Juanico
Josep Puy i Juanico (Terrassa, 1955) és un historiador català especialitzat en el republicanisme i el municipalisme a Terrassa durant el segle xx. El 2017 va rebre la Beca d'estudis històrics President Macià pel seu projecte sobre Samuel Morera Ribas. El 2024 va ser guardonat amb el premi Gorra Frígia per la seva tasca de recerca i divulgació sobre la repressió franquista i el republicanisme.